# Mike Snoei
Mike Snoei (Rotterdam, 4 dicembre 1963) è un allenatore di calcio ed ex calciatore olandese, di ruolo difensore.